# Framtidsrörelsen
Framtidsrörelsen (arabiska تيار المستقبل , Tayyar al-Mustaqbal) är ett liberalt parti i Libanon. Trots att partiet officiellt är sekulärt, så får det flest röster från landets sunnimuslimska väljare.
Partiet hör till den så kallade 14 mars-rörelsen och är dess största parti. Det är också medlem i Liberal International.